# کادمیم کلرید
کادمیم کلرید (به انگلیسی: Cadmium chloride) با فرمول شیمیایی CdCl۲ یک ترکیب شیمیایی است. که جرم مولی آن ۱۸۳٫۳۲ g/mol می‌باشد. شکل ظاهری این ترکیب، جامد سفید، است.